# Ingrie suédoise
1583–1721
L'Ingrie suédoise (suédois : Svenska Ingermanland) est une possession de l'Empire suédois de 1583 à 1595, puis de 1617 à  1721.

## Histoire
Voisine de la Carélie suédoise, l'Ingrie suédoise comprend la zone située le long de la rivière Neva, entre le golfe de Finlande, la Narva, le lac Peipsi et le lac Ladoga.
Territoire convoité au Moyen Âge par les Chevaliers Teutoniques, les Danois, les Russes et les Suédois, l'Ingrie tombe aux mains des Suédois en 1580, revient à la Russie au traité de Teusina (1595), puis est de nouveau suédoise après le traité de Stolbovo (1617). L'intérêt de la Suède pour ce territoire est stratégique : une zone tampon contre les attaques russes sur l'isthme de Carélie ; par ailleurs, le commerce russe est alors obligé de passer par le territoire suédois. L'Ingrie est enfin le lieu de destination des déportés suédois.
Elle reste peu peuplée : 15 000 habitants selon un recensement de 1664. Les tentatives suédoises d'y introduire le luthéranisme se heurtent à l'hostilité de la paysannerie russe orthodoxe. Des terres et des réductions d'impôt sont offertes aux personnes qui se convertissent, mais le luthéranisme est surtout adopté par les colons finnois en provenance de Savonie et de Carélie, qui vont devenir les Finnois d'Ingrie. L'Ingrie est offerte en fief à des nobles militaires et à des officiers d'état qui amènent leurs propres travailleurs et domestiques luthériens.

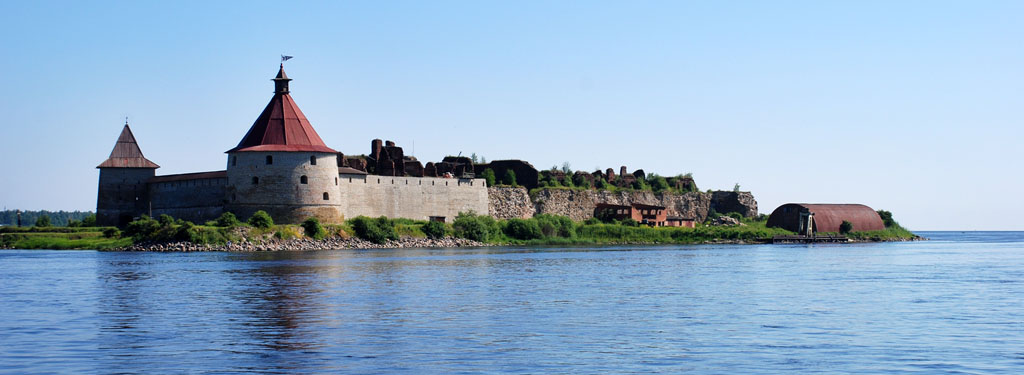
Forteresse d'Oreshek (en) (1323)
Armoiries d'Ingrie
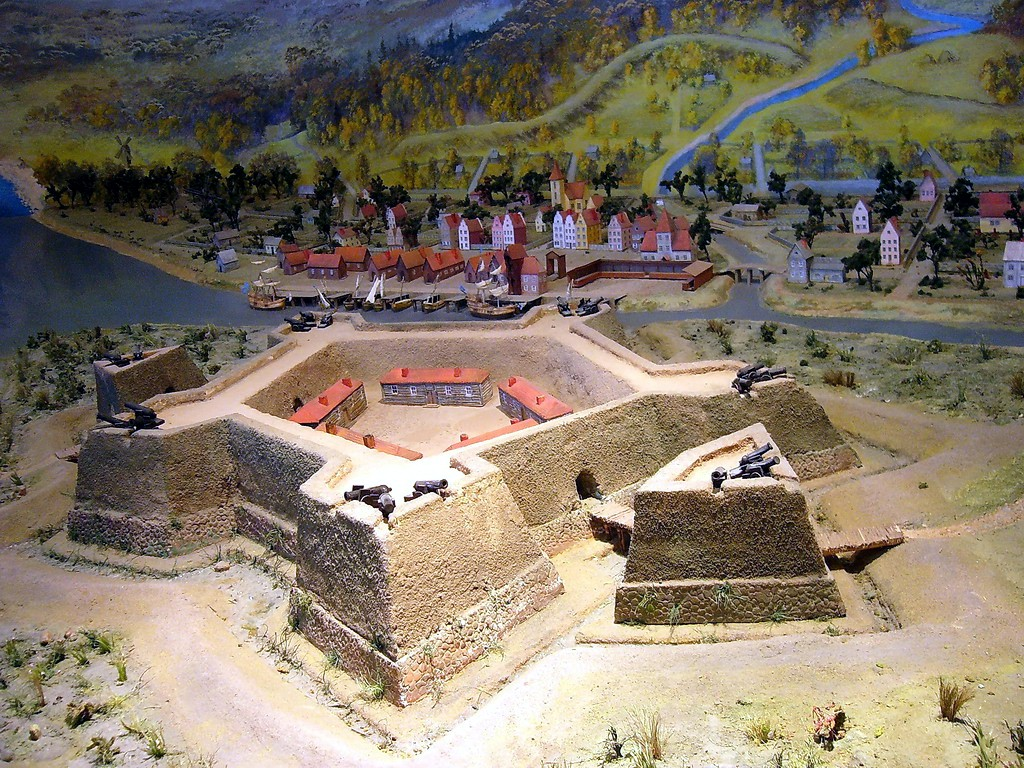
Nyenskans (1611, Fort de la Neva)

### Gouverneurs généraux
- Carl Carlsson Gyllenhielm (1617-1620)
- Henrik Klasson Fleming (1620-1622)
- Anders Eriksson Hästehufvud (1622-1626)
- Nils Assersson Mannersköld (1626-1629)
- Heinrich Matthias von Thurn (1629)
- Johan Skytte (1629-1634)
- Bengt Bengtsson Oxenstierna (1634-1643)
- Erik Carlsson Gyllenstierna (1642-1645)
- Carl Mörner (1645-1651)
- Erik Stenbock (1651-1654)
- Gustaf Evertsson Horn (1654-1657)
- Krister Klasson Horn af Åminne (1657-1659)
- Simon Grundel-Helmfelt (1659-1664)
- Jacob Johan Taube (1664-1668)
- Simon Grundel-Helmfelt (1668-1673)
- Jacob Johan Taube (1673-1678)
- Gustaf Adam Banér (1678)
- Jacob Johan Taube (1678-1681)
- Martin Schultz von Ascheraden (1681-1682)
- Hans von Fersen el viejo (1682-1683)
- Göran von Sperling (1683-1687)
- Göran von Sperling (1687-1691)
- Otto Wilhelm von Fersen (1691-1698)
- Otto Vellingk (1698-1703)

## Ingrie russe
L'Ingrie suédoise est reconquise par la Russie en 1702 et officiellement cédée par la Suède au traité de Nystad en 1721. Dès 1703 commence la construction de Saint-Pétersbourg, la nouvelle capitale de la Russie, dans une zone marécageuse, à l'embouchure de la Neva dans le golfe de Finlande.